# I. liga žen 2018/2019
I. ligy žen se v sezóně 2018–19 zúčastnilo 8 klubů. Vítězem se stal klub AC Sparta Praha, který ovládl i základní část. Sestoupil tým Hradce Králové.

## Herní systém
Základní část se odehrála systémem každý s každým doma a venku. Po odehrání základní části došlo k rozdělení týmů do dvou skupin. Týmy na 1. – 4. místě hrály ve skupině o titul, poslední čtyři týmy hráli o záchranu.

## Tabulka základní části
| Poř. | Tým                              | Z  | V  | R | P  | VG  | OG | B  |
| ---- | -------------------------------- | -- | -- | - | -- | --- | -- | -- |
| 1.   | AC Sparta Praha                  | 14 | 14 | 0 | 0  | 93  | 4  | 42 |
| 2.   | SK Slavia Praha                  | 14 | 12 | 0 | 2  | 101 | 7  | 36 |
| 3.   | FC Slovan Liberec                | 14 | 6  | 2 | 6  | 19  | 28 | 20 |
| 4.   | 1. FC Slovácko                   | 14 | 5  | 1 | 8  | 20  | 46 | 16 |
| 5.   | FK Dukla Praha                   | 14 | 4  | 2 | 8  | 17  | 48 | 14 |
| 6.   | FC Viktoria Plzeň                | 14 | 4  | 2 | 8  | 25  | 57 | 14 |
| 7.   | Lokomotiva Brno – Horní Heršpice | 14 | 3  | 3 | 8  | 17  | 42 | 12 |
| 8.   | FC Hradec Králové                | 14 | 3  | 0 | 11 | 15  | 75 | 9  |

## Tabulky nadstavbových skupin

### Tabulka skupiny o titul
| Poř. | Tým               | Z | V | R | P | VG  | OG | B  |
| ---- | ----------------- | - | - | - | - | --- | -- | -- |
| 1.   | AC Sparta Praha   | 6 | 5 | 1 | 0 | 121 | 21 | 58 |
| 2.   | SK Slavia Praha   | 6 | 4 | 0 | 2 | 136 | 18 | 48 |
| 3.   | FC Slovan Liberec | 6 | 0 | 3 | 3 | 21  | 46 | 23 |
| 4.   | 1. FC Slovácko    | 6 | 0 | 2 | 4 | 24  | 79 | 18 |

### Tabulka skupiny o záchranu
| Poř. | Tým                              | Z | V | R | P | VG | OG | B  |
| ---- | -------------------------------- | - | - | - | - | -- | -- | -- |
| 1.   | FC Viktoria Plzeň                | 6 | 5 | 0 | 1 | 42 | 64 | 29 |
| 2.   | Lokomotiva Brno – Horní Heršpice | 6 | 3 | 2 | 1 | 30 | 50 | 23 |
| 3.   | FK Dukla Praha                   | 6 | 2 | 1 | 3 | 33 | 61 | 21 |
| 4.   | FC Hradec Králové                | 6 | 0 | 1 | 5 | 17 | 95 | 10 |

## Nejlepší hráčky

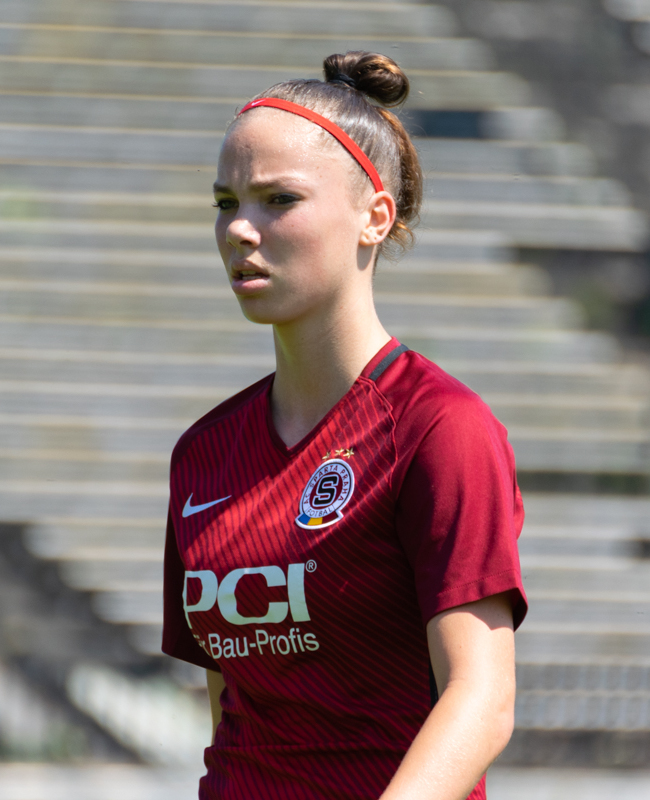
Nejlepší střelkyně ročníku 2018/2019 – Andrea Stašková

### Nejlepší střelkyně v základní části
| Hráčka                     | Klub            | Góly |
| -------------------------- | --------------- | ---- |
| Andrea Stašková            | AC Sparta Praha | 25   |
| Tereza Kožárová            | SK Slavia Praha | 19   |
| Kateřina Svitková          | SK Slavia Praha | 18   |
| Christina Marie Burkenroad | AC Sparta Praha | 17   |
| Michaela Dubcová           | SK Slavia Praha | 12   |

### Nejlepší střelkyně celkem
| Hráčka                     | Klub            | Góly |
| -------------------------- | --------------- | ---- |
| Andrea Stašková            | AC Sparta Praha | 32   |
| Kateřina Svitková          | SK Slavia Praha | 24   |
| Christina Marie Burkenroad | AC Sparta Praha | 24   |
| Michaela Dubcová           | SK Slavia Praha | 19   |
| Tereza Kožárová            | SK Slavia Praha | 17   |

### Osobnost ligy
Osobností ligy v hlasování kapitánek a trenérů prvoligových týmů byla zvolena Kateřina Svitková ze Slavie.